# Borbándi Gyula
Borbándi Gyula (Budapest, 1919. szeptember 24. – Budapest, 2014. július 23.) Széchenyi-díjas magyar író, történész, szerkesztő. Az Országos Széchényi Szövetség kulturális alelnöke. "Apám családi neve Brutofszky, anyámé Wágner volt. Az egyik lengyel, a másik német eredetet sejtet. (...) Családi nevem belügyminiszteri határozattal 1939 nyarán lett Borbándi."

## Életpályája
Családja felvidéki eredetű, a Szepes megyei Gölnicbányáról való. Apja szociáldemokrata kötődésű gyári munkás, lánckovács volt, de nem vett részt a munkásmozgalomban. Szülei Budapesten ismerkedtek meg és kötöttek házasságot 1918-ban. Az iskolát a délvidéki Kulán kezdte, majd 9 éves korában a család visszakerült Budapestre. Előbb a Gömb, majd az Izabella utcai községi elemi iskolába járt. Középiskolai éveit a terézvárosi Kölcsey Ferenc reálgimnáziumban töltötte, 1938-ban érettségizett. Tagja a Regnum Marianum közösségnek, hívő katolikus.
1938–1942 között a budapesti Pázmány Péter Tudományegyetemen szerzett államtudományi doktorátust. 1941–1949 között a Vallás- és Közoktatási Minisztérium tisztviselője volt, közben 1942–1945 között katonai szolgálatot teljesített. 1949-ben politikai okokból elmenekült Magyarországról. Egy ideig Svájcban fizikai munkából élt. Többnyire szállodai alkalmazott volt, de dolgozott kertészetben, szanatóriumban és közfürdőben is. Elmondása szerint a menedékkérők iránti svájci hozzáállás leginkább abban nyilvánult meg, hogy az eredeti végzettségüktől függetlenül mindenhol csak a legalacsonyabbrendű munkákat bízták rájuk, mert ezzel szerették volna megakadályozni hosszabb távú vagy esetleg végleges letelepedésüket. Továbbá a mindennapok része volt a folyamatos megfigyelés és ellenőrzés, és nem csupán a svájci hatóságok, hanem a lakosság részéről is, akik állampolgári kötelességüknek tartották, hogy a bevándorlókkal kapcsolatban minden, akár magánéleti információt is jelentsenek a rendőrségnek.
Mivel ezt a bizalmatlan és barátságtalan légkört egy idő után nehezen viselte, 1951 nyarán áttelepült Münchenbe. 1951–1984 között Gyulai Ernő néven a Szabad Európa Rádió munkatársa lett. A rádió általános gyakorlata szerint szerkesztői álnevet kellett választania magának, hogy az otthonmaradott hozzátartozóinak nehogy bántódása essék. A Gyulai az eredeti keresztnevéből adódott, míg az Ernő a bérmakeresztneve volt. Eleinte sportműsorokban dolgozott és nyelvtudása révén több olimpián is részt vett a rádió tudósítójaként. Később fokozatosan bekapcsolódott a hírszerkesztésbe is majd 1957-től az irodalmi és kulturális műsorokat szerkesztette. Végül 1979–1984 között a magyar osztály helyettes igazgatója volt.
1951-ben Zürichben részt vett a Látóhatár folyóirat megindításában, 1953–1957 között a folyóirat főmunkatársa, 1957–1958 között pedig főszerkesztője. 1958–1990 között pedig az Új Látóhatár névre átkeresztelt folyóiratot felelős szerkesztőként jegyezte. 1970–1980 között a Hontalan Írók PEN-központjában a német nyelvterületi csoport alelnöke volt.
1991-től a müncheni Ungarn-Jahrbuch szerkesztőségének tagja. 1991–2001 között a Nemzetközi Magyar Filológiai Társaság végrehajtó bizottsági tagja volt. 1992-től a Magyar Szemle szerkesztőbizottsági tagja. 1995-től a Bécsi Napló szerkesztőbizottsági tagja.
Írásaiban irodalomtörténeti, történelmi és politikai kérdésekkel foglalkozik. Úgyszólván minden jelentős emigráns folyóiratban jelentek meg írásai. Több magyarországi és németországi folyóirat munkáját segítette.
2009-ben Budapesten megnősült , felesége: Juhász Olga, kandidátus, ny. minisztériumi szakfőtanácsos.
2010-ben Münchenből hazaköltözött.
Budapesti otthonában élt 2014. július 23-án bekövetkezett haláláig.

## Művei
- Tanulmányok a magyar forradalomról (társszerk., München, 1966;[2] Hága, 2006)
- Der ungarische Populismus (Ungarisches Institut München; v. Hase & Koehler Verlag – Mainz; ISBN 3 7758 0898 1; 1976)
- A magyar népi mozgalom. A harmadik reformnemzedék (New York, 1983; Budapest, 1989)
- A magyar emigráció életrajza 1945–1985 (Bern, 1985; Budapest, 1989)
- Nyugati magyar esszéírók antológiája (szerk., Bern, 1986; Bern, 2005)
- Nyugati magyar tanulmányírók antológiája, 1987 (szerk., Bern, 1987; Bern, 2005)
- Ötszáz mérföld. Esszék és naplók (München, 1989)
- Nyugati magyar irodalmi lexikon és bibliográfia (Budapest, 1992)
- Magyarok az Angol Kertben. A Szabad Európa Rádió története (Budapest, 1996; Budapest, 2004)
- Emigráció és Magyarország. Nyugati magyarok a változások éveiben 1985–1995 (Basel–Budapest, 1996)
- Magyar politikai pályaképek, 1938–1948 (Budapest, 1997)
- Alkony és derengés. Írások a posztemigrációról (Lakitelek, 1999)
- "Nem éltünk hiába". Az Új Látóhatár négy évtizede (Budapest, 2000)
- Népiség és népiek. Esszék, tanulmányok, cikkek (Budapest, 2000; Hága, 2006)
- Értékőrzés. A szerző válogatása életművéből (Budapest, 2001)
- Emigránsok (Budapest, 2002)
- Két világban. Életem és pályám; Európa, Budapest, 2003
- Magyarok az Angol Kertben. A Szabad Európa Rádió története; 2. bőv. kiad.; Mundus, Budapest, 2004 (Az Antall József Emlékbizottság és Baráti Társaság évkönyvei)

## Díjai, kitüntetései
- A Magyar Köztársasági Érdemrend középkeresztje (1991)
- Pro Cultura Hungarica díj (1991)
- A Magyar Művészetért Alapítvány díja (1991)
- Bethlen Gábor-díj (1992)[3][4]
- Nagy Imre-emlékplakett (1995)
- Joseph Pulitzer-emlékdíj (1997)
- Kisebbségekért Díj (1997)
- Széchenyi-díj (1999)
- Kölcsey-díj (1999)
- Magyar Örökség díj (2000)
- Arany János-nagydíj (2005)
- Lotz János-emlékérem (2006)[5]
- Hazám-díj (2007)
- A Magyar Köztársasági Érdemrend középkeresztje a csillaggal (2011)